# Noriko Ishigaki
Pour les articles homonymes, voir Ishigaki (homonymie).
Noriko Ishigaki (石垣 のりこ, Ishigaki Noriko), née le 1er août 1974, est une femme politique japonaise, représentant le Parti démocrate constitutionnel à la Chambre des conseillers du Japon.

## Jeunesse et carrière pré-électorale
Noriko Ishigaki naît le 1er août 1974 à Sendai, dans la préfecture de Miyagi. Elle y effectue son cursus universitaire, dans l'université d'éducation de Miyagi. Après ses études supérieures, elle rejoint la station de radio FM Sendai (ja) en 1998 en tant que journaliste.
En parallèle de ses activités de journaliste, Ishigaki siège également au comité d'éthique de l'organisation de la banque médicale d'échantillons de l'université du Tōhoku.

## Carrière électorale
Ishigaki est approchée par le Parti démocrate constitutionnel en 2019, en préparation des élections à la Chambre des conseillers du Japon de la même année. Du fait de son expérience à la radio, elle a été sensibilisée à plusieurs injustices, pas assez entendues à l'échelle nationale à ses yeux, ce qui la pousse à se lancer en politique. Elle est officiellement investie par le PDC le 31 mai 2019, pour représenter le parti dans la circonscription électorale de Miyagi. Ishigaki est élue à l'issue du scrutin, et fait son entrée à la Diète du Japon.
Ishigaki est candidate à sa succession lors des élections à la Chambre des conseillers du Japon de 2025, et conserve son siège à l'issue de ce scrutin.

## Prises de positions
En raison de son histoire familiale, Ishigaki n'ayant pas connu un de ses grand-pères mort à la guerre, elle est très attachée au pacifisme de l'archipel japonais. Comme la majorité des conseillers démocrates, elle s'oppose ainsi à une révision de la constitution du Japon. Elle est également opposée à l'utilisation de l'énergie nucléaire.
Sur des questions sociétales, elle se déclare favorable à l'ouverture du mariage aux couples homosexuels, et à la mise en place d'un système de quotas en politique afin de favoriser les femmes. Sur les sujets relatifs à la famille impériale, elle annonce être favorable à l'ascension au trône du Japon d'une femme. Ishigaki est également favorable aux tentatives de changer la loi japonaise qui impose aux conjoints de porter le même nom.

## Vie privée
Ishigaki vit avec sa fille à Sendai. Elle divorce de son mari en 2020, à cause d'une liaison que Noriko Ishigaki entretient avec un juriste.